# Robert Buckley
Robert Earl Buckley (Los Angeles County, 2 mei 1981) is een Amerikaanse acteur. Hij verschijnt in onder meer de televisieseries Lipstick Jungle en One Tree Hill. Hij speelde de mannelijke hoofdrol in de film Flirting with forty (2008). In 2018 speelde Buckley mee in de televisie film The Christmas Contract.